# Idris Elba
Idrissa Akuna Elba (født 6. september 1972 i London) er en engelsk skuespiller, bedst kendt for sin rolle som Stringer Bell i HBO-serien The Wire og sin rolle som Heimdall i Thor.
Det vakte opmærksomhed da det blev kendt at mørkhudede Elba skulle spille traditionelt hvide Heimdall i Thor, men han fik alligevel meget ros for sin tolkning af portvogteren i Asgård.
Idris Elba har ellers medvirket i flere film som RocknRolla, American Gangster, The Unborn, Takers og 28 Weeks Later, samt Ghost Rider: Spirit of Vengeance og Prometheus.

## Udvalgt filmografi
- 2023 Luther The Fallen Sun - John Luther
- 2021 The Suicide Squad - Robert DuBois / Bloodsport
- 2019 Cats
- 2019 "Fast & Furious: Hobbs and Shaw"
- 2017 "The Dark Tower"
- 2017 The Mountain Between Us - Ben
- 2017 "Thor: Ragnarok" - Heimdall
- 2016: "Junglebogen" - Shere Khan
- 2015 "Beasts of no Nation" - Commandant
- 2013: Mandela: Long Walk to Freedom - Nelson Mandela
- 2012: Prometheus - Janek
- 2012: Ghost Rider: Spirit of Vengeance - Moreau
- 2011: Thor - Heimdal
- 2010: Takers - Gordon Cozier
- 2010: The Losers - Roque
- 2009: The Office - Charles Miner (7 afsnit)
- 2009: Obsessed - Derek Charles
- 2009: The Unborn - Arthur Wyndham
- 2008: RocknRolla - Mumbles
- 2008: Prom Night - Detective Winn
- 2007: This Christmas - Quentin Whitfield
- 2007: American Gangster - Tango
- 2007: 28 Weeks Later - Stone
- 2007: The Reaping – Dødens budbringer - Ben
- 2002-2004: The Wire - Russell 'Stringer' Bell (37 afsnit)
- 2001: Buffalo Soldiers - Kimborough

## Privatliv
Elba har været gift med Kim Elba, men er nu skilt. De to fik en datter, som bor hos moren i Atlanta.[kilde mangler]